# 李壽成
李壽成，京劇琴師，跟趙濟羹學習京劇音樂藝術，現在是中國國家1級演員。
自青少年時考進上海京劇院，參加樂隊工作多年，直到現在。
文化大革命期間參加現代京劇（京劇現代戲）《海港》劇組音樂工作，是其中1位琴師，電影版琴師是馬錦良和查長生，電影版鼓師是後來合作密切的李朝貴。
現代京劇《海港》是第1批8個樣板戲其中1個。
與金國賢合作新編京劇《貍貓換太子》的唱腔設計工作。
操琴作品有新編古裝京劇《貍貓換太子》、《扈三娘與王英》、《寶蓮燈》、《霍小玉》等。